# Comté de Durbuy
Le comté de Durbuy était un État féodal de Basse-Lotharingie.
À l'origine, la terre de Durbuy faisait partie du comté du Condroz.
Il y a tout lieu de croire que Bérenger, comte du Lommensis et descendant d'Évrard de Frioul, transmit aux comtes de Namur le pays de Durbuy. Il s'agirait alors d'un reste de l'héritage allodial des Évrard-Ansfrid.
Sous Otton III (983-1002), presque tout le Condroz passa aux mains des princes-évêques de Liège. Néanmoins, Durbuy comme d'autres enclaves, demeura aux comtes de Namur.
Dans le dernier quart du XIe siècle, on trouve à Durbuy un comte Henri, fils d'Albert II de Namur et frère d'Albert III. On peut présumer qu'il faut y voir un apanage constitué par le comte en faveur de son fils cadet. Henri paraît avoir vécu au moins jusqu'en 1089.
Après Henri Ier, Durbuy fut tenu par un comte Godefroid, qui était frère de Godefroid de Namur, fils d'Albert III.
En 1124, Godefroid était mort et son fils Henri, héritier du comté, était encore enfant. Sa mère s'était remariée au seigneur Godefroid d'Esch, qui, revêtu de la tutelle, s'intitule lui-même comte de Durbuy.
Au XIIe siècle, la maison de Durbuy a dû s'éteindre et son héritage passa à Henri l'Aveugle, fils de Godefroi Ier de Namur et comté de Namur et de Luxembourg. Le comté de Durbuy fut alors uni à celui de La Roche, également situé dans les Ardennes.
En 1163, Henri l'Aveugle cède à sa sœur Alix de Hainaut tous les alleux qu'il possédait dans le comtés de Durbuy et de la Roche.
Le comté de Durbuy est finalement uni au comté de Luxembourg.

## Liste des comtes de Durbuy
- Henri Ier, fils d'Albert II de Namur.
- Godefroid Ier, fils d'Albert III de Namur, mort avant 1124.
- Par intérim, Godefroid d'Esch, tuteur de son beau-fils Henri.
- Henri II de Durbuy, fils de Godefroid Ier[9].